# Nasiternella ignara
Nasiternella ignara är en tvåvingeart som beskrevs av Alexander 1950. Nasiternella ignara ingår i släktet Nasiternella och familjen hårögonharkrankar.
Artens utbredningsområde är Myanmar. Inga underarter finns listade i Catalogue of Life.